# TV Imaculada
TV Imaculada é um canal de TV brasileiro com sede em Campo Grande voltado a evangelização através da televisão e internet. Essa emissora de TV pertence a Associação Milícia da Imaculada, fundada no Brasil, em 14 de novembro de 1987. Atualmente a sede da Associação Milícia da Imaculada localiza-se na cidade de São Bernardo do Campo, São Paulo, onde funciona toda a parte administrativa e de relações públicas da emissora.

## História
A história do canal teve início no dia 5 de julho de 2001, quando foi concedido pelo governo, um canal de TV na cidade de Campo Grande, Mato Grosso do Sul. Em 2002, a emissora transmitia a programação da Rádio Imaculada Conceição 1490 AM (na época com sede em Santo André - SP), e em março de 2003 passou a veicular publicidades e programetes produzidos pela Associação Milícia da Imaculada. A primeira transmissão ao vivo diretamente de Campo Grande aconteceu em 8 de dezembro de 2004, dia da Imaculada Conceição, quando foram transmitidos a Santa Missa às 6:00 horas da manhã e o programa "O rosário em seu lar" as 18:00 horas.

## Sinal digital
| Canal virtual | Canal digital | Resolução de tela | Programação                           |
| ------------- | ------------- | ----------------- | ------------------------------------- |
| 15.1          | 14 UHF        | 1080i             | Programação principal da TV Imaculada |

### Transição para o sinal digital
Com base no decreto federal de transição das emissoras de TV brasileiras do sinal analógico para o digital, a TV Imaculada Conceição, bem como as outras emissoras de Campo Grande, cessou suas transmissões pelo canal 15 UHF em 2018, seguindo o cronograma oficial da ANATEL.